# 水野忠政

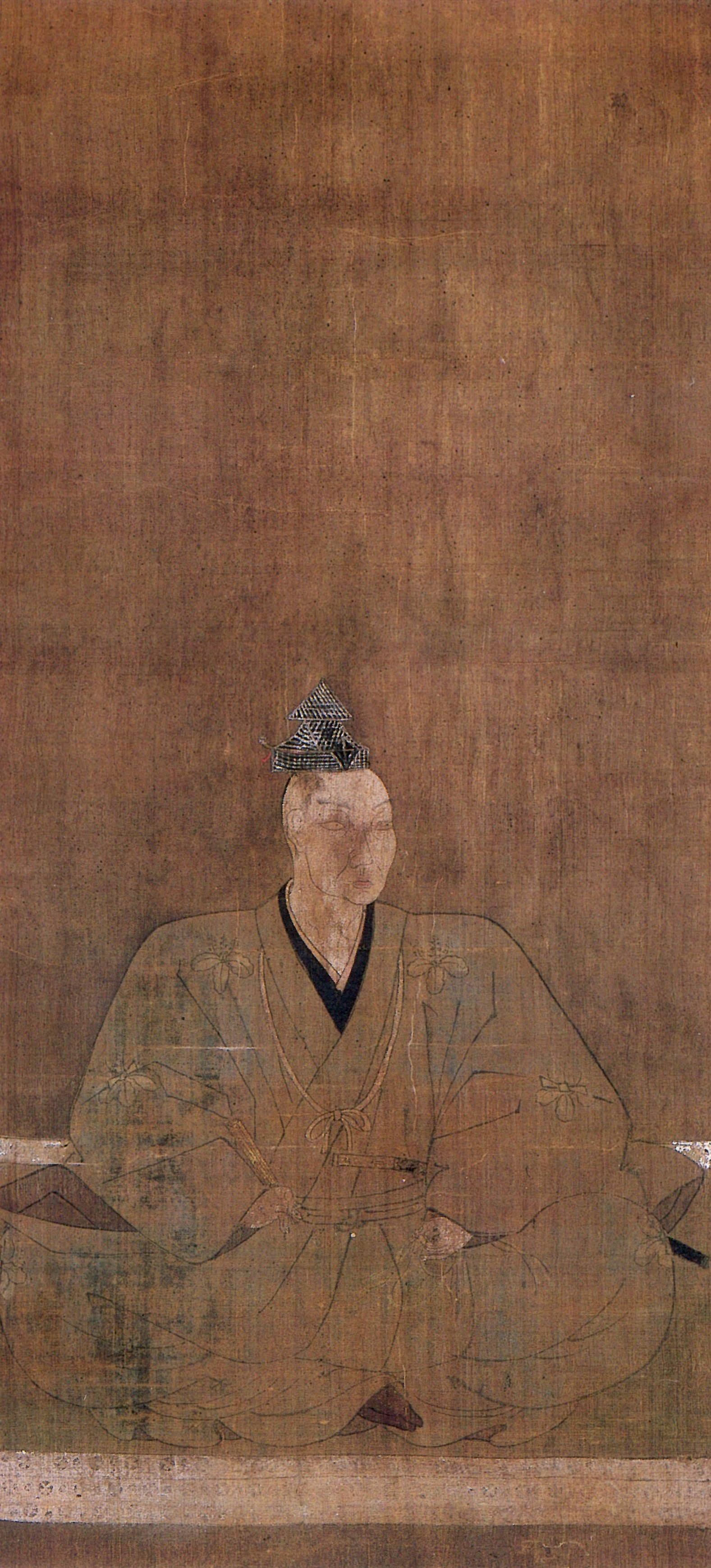
愛知県史　資料編10　中世3 水野忠政像

水野忠政（1493年—1543年8月22日、明應2年、天文12年7月12日））是日本戰國時代武將。他是知多半島北部一帶的小領主。後來將女兒於大之方嫁給松平廣忠確保自己的領地不被入侵。以德川家康的外祖父聞名。